# Sennan, Ōsaka
Sennan (tiếng Nhật: 泉南市, Âm Hán: Tuyền Nam Thị, Xen-nan) là một thành phố thuộc tỉnh Ōsaka, Nhật Bản.